# Alaomorphus candezei
Alaomorphus candezei là một loài bọ cánh cứng trong họ Elateridae. Loài này được Hauser miêu tả khoa học năm 1900.